# 萨勒河畔奥拉
萨勒河畔奥拉是德国巴伐利亚州的一个市镇。总面积10.10平方公里，总人口862人，其中男性431人，女性431人（2011年12月31日），人口密度85人/平方公里。